# Vega de Valcarce
Vega de Valcarce ist ein Ort am Jakobsweg und Hauptort des gleichnamigen Municipios in der Provinz León der Autonomen Gemeinschaft Kastilien und León.
Zum Municipio gehören außer dem Hauptort die Dörfer Villasinde, Moñón, Ambasmestas, La Portela de Valcarce, Sotogayoso, Ruitelán, Las Herrerías, Samprón, Ransinde, La Braña (Valcarce), San Julián (Bierzo), Lindoso, Las Lamas, Otero (Valcarce), San Tirso (Valcarce), El Castro, Laballós, Bargelas, San Pedro Nogal, La Treita, La Faba und Laguna de Castilla.
Vega de Valcarce hat eine lange Tradition mit dem Jakobsweg, schon allein in Ermangelung von Alternativwegen im Übergang nach Galicien in diesem Bereich. Diese Situation nutzten die Feudalherren zeitweise, um von den Pilgern vom Castillo de Autares aus einen Wegzoll zu erpressen, bis ein königliches Verbot dagegen erlassen wurde.
Das über dem Ort thronende Castillo de Sarracin gehörte dem Templerorden und wurde während der Irmandinischen Revolte von den Verbänden der Bauern angegriffen. Kaiser Karl V. übernachtete dort, als er zur Kaiserkrönung nach Deutschland reiste.

## Bevölkerungsentwicklung
| 1991 | 1996 | 2001 | 2004 |
| ---- | ---- | ---- | ---- |
| 1192 | 998  | 844  | 805  |